# Allen Berg
Allen Bernard Berg (ur. 1 sierpnia 1961 roku w Vancouver) – kanadyjski kierowca wyścigowy.

## Kariera
Allen karierę rozpoczął od startów w kartingu, w roku 1978. Niedługo potem zadebiutował w Formule Atlantic oraz Formule Ford. W 1982 roku zwyciężył w Międzynarodowej Formule Pacific Tasman. Sezon później wyjechał do Europy, gdzie rozpoczął starty w Brytyjskiej Formule 3. W sprzyjających okolicznościach udało mu się odnieść jedno zwycięstwo, po problemach dominującego Brazylijczyka Ayrtona Senny. W kolejnym podejściu sięgnął po tytuł wicemistrzowski, ulegając jedynie Brytyjczykowi Johnny'emu Dumfries'owi.
Po braku realnych szans debiutu w Formule 1, w roku 1985 powrócił do kraju, gdzie starał się o pozyskanie sponsorów. Rok później Kanadyjczykowi nadarzyła się okazja testu bolidu F1, włoskiej stajni Osella. Przyzwoite rezultaty oraz (co najistotniejsze) bogaci sponsorzy sprawiły, iż Allen w lipcu tego samego roku zadebiutował w wyścigach F1, na torze w Detroit. W ciągu 9 rund Kanadyjczyk ukończył trzy wyścigi, na najlepszym uzyskując 12. miejsce (podczas GP Niemiec). Współpracę z zespołem miał również kontynuować w sezonie 1987. Ostatecznie jednak, w wyniku niezaakceptowania rundy o GP Kanady w kalendarzu (warunkiem umowy Berga ze sponsorami, była właśnie runda na terenie rodzimego kraju), Kanadyjczyk utracił posadę we włoskiej stajni i ostatecznie zakończył karierę w F1.
Po krótkim epizodzie w Formule 1, Allen brał udział w wyścigach samochodów sportowych, długodystansowych oraz Trans-Am Series. W sezonie 1991 zadebiutował w niemieckiej serii samochodów turystycznych – DTM – prowadząc BMW M3. W latach 1992–1999 startował w Meksykańskiej Formule 2, w której w roku 1993 sięgnął po tytuł mistrzowski. Przed zakończeniem kariery kierowcy wyścigowego w roku 2003 (ostatnią serią dla Allena była Formuła Toyota Atlantic), w 2001 sięgnął po tytuł mistrzowski, jako kierowca-właściciel, w amerykańskim serialu Indy Lights. Oprócz kariery kierowcy wyścigowego i właściciela zespołu, Kanadyjczyk był również administratorem serii, trenerem i instruktorem jazdy.
Obecnie prowadzi szkołę szybkiej jazdy w mieście Calgary.